# Río Garganta
Río Garganta är ett vattendrag i Spanien.   Det ligger i provinsen Provincia de Teruel och regionen Aragonien, i den centrala delen av landet, 180 km öster om huvudstaden Madrid.